# Валя-Семан
Валя-Семан (рум. Valea Seman) — село у повіті Прахова в Румунії. Адміністративно підпорядковане місту Урлаць.
Село розташоване на відстані 65 км на північ від Бухареста, 22 км на схід від Плоєшті, 143 км на захід від Галаца, 89 км на південний схід від Брашова.

## Населення
За даними перепису населення 2002 року у селі проживали 198 осіб, з них 197 осіб (99,5 %) румунів. Усі жителі села рідною мовою назвали румунську.